# ياقة عالية
الملابس ذات الياقة عالية هي ملابس تتميز بياقة عالية تغطي العنق والرقبة، ويستخدم في العادة من الجنسين لتغطية منطقة الجذع والذراع.دين والرقبة من جسم الإنسان. ويلبس بالعادة مع سترة مناسبة. ما يميز هذا النوع من اللباس هو وجود الياقة العالية على مستوى العنق والتي تأتي في بعض الأحيان مع خط أو أكثر مزدوج من النسيج في أعلى الياقة مما يعطي مظهراً مميزاً.

## تاريخ

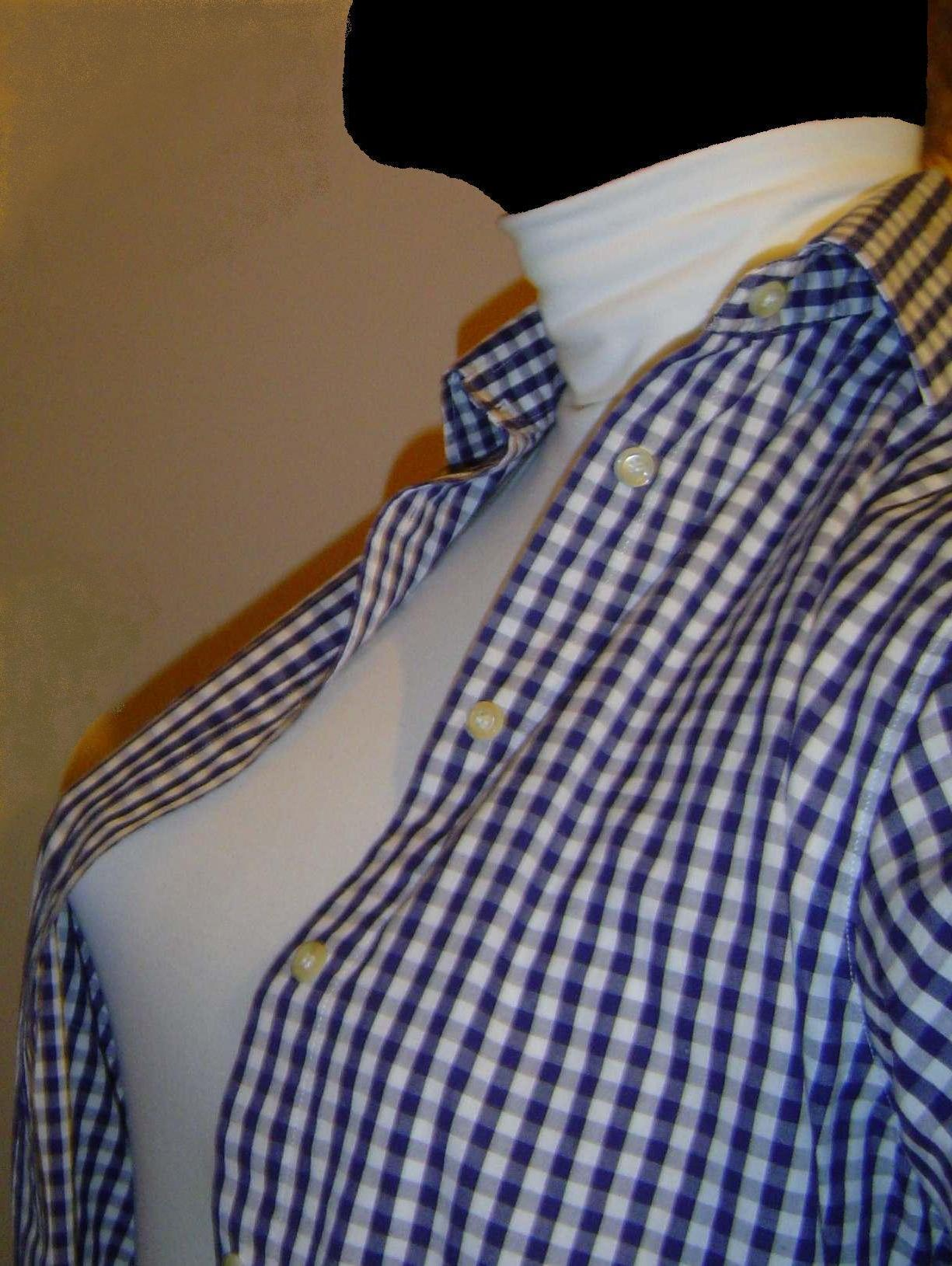

كانت بداية استخدام السترة ذات الياقة العالية كأحد الأزياء المستخدمة كزي عمل موحد للعمال، في نهاية القرن الماضي ولكن سرعان ما انتشر استخدامه كلباس عادي بين الرجال. والذين لم يكن يستهويهم استخدام ربطة العنق خارج أوقات العمل الرسمي. ومع انتشار شهرة هذا النوع من اللباس وبدعم من كبرى شركات الأزياء وخطوط الموضة، كان بداية استخدام النساء لهذا النوع من الملابس من خلال توجيه الأزياء الخاصة بالفتيات في سن المراهقة في في الخمسينات من القرن العشرين الميلادي.